# Verbascum levanticum

Verbascum levanticum  es una especie de la familia Scrophulariaceae.

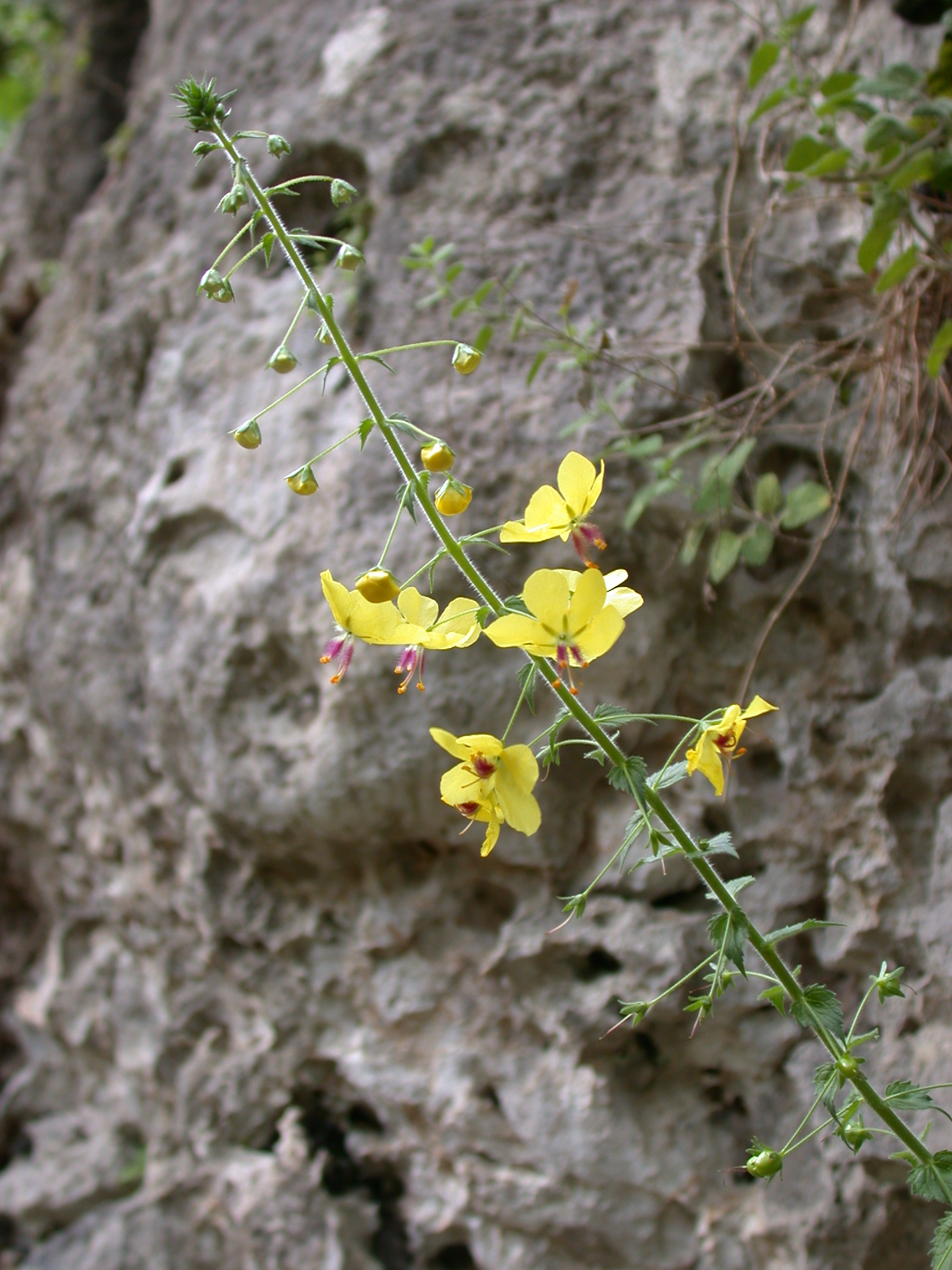
Detalle de las flores

## Descripción
Verbascum levanticum, es una hierba anual o bienal, pubescente. Tallos de 40-80 cm de altura, lisos, simples, con pelos tectores simples largos y ± patentes, mezclados con otros glandulíferos más cortos, de un pardo-rojizo intenso. Hojas opuestas; las basales 8-25 × 4-7 cm, lirado-pinnatisectas, netamente bidentadas, con segmento terminal de 6-11 × 4- 7 cm, ovado, y 2-4 pares de lóbulos laterales de 1,5-3,5 × 1,5-2 cm, elípticos, glabrescentes por el haz, con algunos pelos glandulíferos en el margen, por el envés con pelos tectores simples en la nervadura, pecíolos 4-7 cm; las medias opuestas, elípticas, dentadas, ± pecioladas. Inflorescencia en racimo, muy laxa, simple, con abundantes pelos tectores simples y otros glandulíferos más cortos; brácteas 6-8 × 4-6 mm, 3-4 veces más cortas que los pedicelos, ovado-triangulares, dentadas, patentes o subreflexas, dentadas, con pelos glandulíferos. Flores solitarias en cada bráctea; pedicelos 20-30 mm, 5-6 veces la longitud del cáliz, patentes, rectos o arqueados, con pelos glandulíferos, poco acrescente. Cáliz 3,5-5 mm, hendido hasta casi la base, con pelos glandulíferos; sépalos 3-4 × 1- 1,2 mm, oblongos, subagudos, enteros. Corola 25-30 mm, poco zigomorfa, amarilla, con pelos glandulíferos por fuera; lóbulos 12-15 × 12-13 mm, subiguales, orbiculares, todos en la base con una discreta mancha purpúrea, que en su conjunto confluyen a modo de anillo en la garganta. Estambres 4, dimorfos; los superiores con anteras reniformes, transversales y filamentos densamente cubiertos de pelos claviformes, purpúreos, amarillentos en el ápice y en la base; los inferiores con anteras de 1,5-2 mm, lineares, rectas, cortamente adnato-decurrentes y filamentos glabros en el tercio superior, en el resto con pelos claviformes purpúreos. Ovario glabro o con algún pelo glandulífero; estilo 7-11 mm; estigma obovoide. Cápsula 5-7 × 4,5-6 mm, el doble de larga que el cáliz, ovoideo- globosa, rostrada, con apículo recto de c. 1 mm, glabra. Semillas 0,7-0,8 × c. 0,5 mm.

## Distribución y hábitat
Se encuentra en muros y fisuras de rocas; a una altitud de 50-100 metros, en el E de la cuenca mediterránea: Chipre, SW y S de Anatolia, W Siria e Israel. Naturalizada en el C de Portugal.

## Taxonomía
Verbascum levanticum fue descrita por Ian Keith Ferguson y publicado en Bot. J. Linn. Soc. 64: 230 (1971)
Citología
Número de cromosomas de Verbascum levanticum (Fam. Scrophulariaceae) y táxones infraespecíficos:
2n=48
Etimología
Verbascum: nombre genérico que deriva del vocablo latino Barbascum (barba), refiriéndose a la vellosidad que cubre la planta.
levanticum: epíteto geográfico que alude a su localización en el Levante mediterráneo.
Sinonimia
- Celsia glandulosa Bouché
- Verbascum glandulosum (Bouché) Kuntze[4]